# Baltische Euregio
De Baltische Euregio (ERB) of Euregio Oostzee is een trans-nationale samenwerkingsstructuur (Euregio) die bestaat uit landen en hun bestuurlijke onderverdelingen die gelegen zijn in het gebied van de zuidelijke Oostzee. De Euregio werd in 1998 opgericht en heeft als doel het verbeteren van de levensomstandigheden voor haar inwoners, het bevorderen van banden en contacten tussen lokale gemeenschappen, en het nemen van maatregelen voor een meer duurzame ontwikkeling binnen de regio.

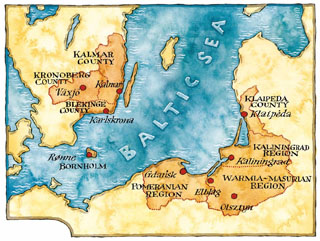
Kaart met de acht regio's

De Euregio omvat acht regio's in vijf landen:
- Denemarken
  - Bornholm
- Litouwen
  - Klaipėda
- Polen
  - Pommeren
  - Ermland-Mazurië
- Rusland
  - Oblast Kaliningrad
- Zweden
  - Blekinge län
  - Kalmar län
  - Kronobergs län